# Campeonato do Mundo de Hóquei em Patins Masculino de 1980
O Campeonato Europeu de 1980 foi a 24.ª edição do Campeonato do Mundo de Hóquei em Patins .

## Fase Grupos

### Grupo A
|     | Equipe    | Pts | J | V | E | D | GM | GS | DG  |
| --- | --------- | --- | - | - | - | - | -- | -- | --- |
| 1.º | Argentina | 6   | 3 | 3 | 0 | 0 | 53 | 2  | 51  |
| 2.º | Holanda   | 4   | 3 | 2 | 0 | 1 | 56 | 6  | 50  |
| 3.º | Japão     | 2   | 1 | 0 | 1 | 2 | 21 | 32 | -11 |
| 4.º | Índia     | 0   | 3 | 0 | 0 | 3 | 0  | 90 | -90 |

|           | Países Baixos | Japão | Argentina | Índia |
| --------- | ------------- | ----- | --------- | ----- |
| Holanda   |               | 14-2  | 2-4       | 40-0  |
| Japão     |               |       | 0-18      | 19-0  |
| Argentina |               |       |           | 31-0  |
| India     |               |       |           |       |

### Grupo B
|     | Equipe    | Pts | J | V | E | D | GM | GS | DG  |
| --- | --------- | --- | - | - | - | - | -- | -- | --- |
| 1.º | Espanha   | 5   | 3 | 2 | 1 | 0 | 25 | 3  | 22  |
| 2.º | Itália    | 5   | 3 | 2 | 1 | 0 | 25 | 2  | 21  |
| 3.º | Austrália | 2   | 3 | 1 | 0 | 2 | 8  | 12 | -4  |
| 4.º | Canadá    | 0   | 3 | 0 | 0 | 3 | 1  | 40 | -39 |

|           | Espanha | Austrália | Itália | Canadá |
| --------- | ------- | --------- | ------ | ------ |
| Espanha   |         | 3-1       | 1-1    | 21-1   |
| Austrália |         |           | 1-9    | 6-0    |
| Itália    |         |           |        | 13-0   |
| Canadá    |         |           |        |        |

### Grupo C
|     | Equipe         | Pts | J | V | E | D | GM | GS | DG  |
| --- | -------------- | --- | - | - | - | - | -- | -- | --- |
| 1.º | Portugal       | 6   | 3 | 3 | 0 | 0 | 24 | 3  | 21  |
| 2.º | Estados Unidos | 4   | 3 | 2 | 0 | 1 | 20 | 12 | 8   |
| 3.º | França         | 2   | 3 | 1 | 0 | 2 | 10 | 14 | -4  |
| 4.º | Nova Zelândia  | 1   | 3 | 0 | 1 | 2 | 10 | 30 | -25 |

|                | Portugal | Nova Zelândia | Estados Unidos | França |
| -------------- | -------- | ------------- | -------------- | ------ |
| Portugal       |          | 13-0          | 6-2            | 5-1    |
| Nova Zelândia  |          |               | 3-11           | 2-6    |
| Estados Unidos |          |               |                | 7-3    |
| França         |          |               |                |        |

### Grupo D
|     | Equipe   | Pts | J | V | E | D | GM | GS | DG  |
| --- | -------- | --- | - | - | - | - | -- | -- | --- |
| 1.º | Brasil   | 6   | 3 | 3 | 0 | 0 | 15 | 5  | 10  |
| 2.º | Chile    | 4   | 3 | 2 | 0 | 1 | 16 | 4  | 12  |
| 3.º | Suíça    | 2   | 3 | 1 | 0 | 2 | 8  | 12 | -4  |
| 4.º | Colômbia | 0   | 3 | 0 | 0 | 3 | 7  | 25 | -18 |

|          | Brasil | Suíça | Chile | Colômbia |
| -------- | ------ | ----- | ----- | -------- |
| Brasil   |        | 6-1   | 3-2   | 6-2      |
| Suíça    |        |       | 0-2   | 7-4      |
| Chile    |        |       |       | 12-1     |
| Colômbia |        |       |       |          |

## 2.ª Fase

### 8.º - 16.º Lugar
|      | Equipe        | Pts | J | V | E | D | GM | GS  | DG   |
| ---- | ------------- | --- | - | - | - | - | -- | --- | ---- |
| 9.º  | Suíça         | 13  | 7 | 6 | 1 | 0 | 90 | 2   | 88   |
| 10.º | França        | 13  | 7 | 6 | 1 | 0 | 33 | 18  | 15   |
| 11.º | Colômbia      | 10  | 7 | 5 | 0 | 2 | 33 | 25  | 8    |
| 12.º | Austrália     | 8   | 7 | 4 | 0 | 3 | 38 | 4   | 34   |
| 13.º | Nova Zelândia | 5   | 7 | 2 | 1 | 4 | 31 | 30  | 1    |
| 14.º | Canadá        | 4   | 7 | 2 | 0 | 5 | 23 | 44  | -21  |
| 15.º | Japão         | 3   | 7 | 1 | 1 | 5 | 36 | 38  | -2   |
| 16.º | Índia         | 0   | 7 | 0 | 0 | 7 | 6  | 128 | -122 |

|               | Nova Zelândia | Japão | Austrália | Colômbia | Índia | França | Canadá | Suíça |
| ------------- | ------------- | ----- | --------- | -------- | ----- | ------ | ------ | ----- |
| Nova Zelândia |               | 4-4   | 0-3       | 3-11     | 21-1  | 3-6    | 7-2    | 0-5   |
| Japão         |               |       | 4-5       | 6-8      | 17-1  | 4-6    | 5-8    | 0-11  |
| Austrália     |               |       |           | 2-3      | 20-0  | 1-2    | 12-0   | 1-2   |
| Colômbia      |               |       |           |          | 22-0  | 2-7    | 8-2    | 1-5   |
| Índia         |               |       |           |          |       | 4-6    | 0-8    | 0-56  |
| França        |               |       |           |          |       |        | 6-4    | 3-3   |
| Canadá        |               |       |           |          |       |        |        | 1-13  |
| Suíça         |               |       |           |          |       |        |        |       |

### Apuramento Campeão
|     | Equipe         | Pts | J | V | E | D | GM | GS | DG  |
| --- | -------------- | --- | - | - | - | - | -- | -- | --- |
| 1.º | Espanha        | 12  | 7 | 6 | 0 | 1 | 18 | 13 | 5   |
| 2.º | Argentina      | 11  | 7 | 5 | 1 | 1 | 31 | 13 | 18  |
| 3.º | Portugal       | 8   | 7 | 3 | 2 | 2 | 23 | 17 | 6   |
| 4.º | Chile          | 7   | 7 | 3 | 1 | 3 | 14 | 16 | -2  |
| 5.º | Brasil         | 7   | 7 | 3 | 1 | 3 | 24 | 22 | 2   |
| 6.º | Holanda        | 6   | 7 | 3 | 0 | 4 | 19 | 24 | -5  |
| 7.º | Itália         | 5   | 7 | 2 | 1 | 4 | 14 | 20 | -6  |
| 8.º | Estados Unidos | 0   | 7 | 0 | 0 | 7 | 9  | 27 | -18 |

|                | Estados Unidos | Portugal | Itália | Chile | Países Baixos | Espanha | Argentina | Brasil |
| -------------- | -------------- | -------- | ------ | ----- | ------------- | ------- | --------- | ------ |
| Estados Unidos |                | 1-2      | 1-2    | 2-3   | 0-4           | 3-5     | 1-4       | 1-7    |
| Portugal       |                |          | 2-2    | 4-2   | 2-4           | 1-2     | 8-2       | 4-4    |
| Itália         |                |          |        | 2-4   | 4-2           | 1-3     | 0-4       | 3-4    |
| Chile          |                |          |        |       | 2-5           | 0-1     | 1-1       | 2-1    |
| Holanda        |                |          |        |       |               | 0-4     | 0-7       | 4-5    |
| Espanha        |                |          |        |       |               |         | 1-7       | 2-1    |
| Argentina      |                |          |        |       |               |         |           | 6-2    |
| Brasil         |                |          |        |       |               |         |           |        |

| Campeões Mundiais 1980 |
| ---------------------- |
| Espanha                |
| ESPANHA 9.º            |